# Microgomphus schoutedeni
Microgomphus schoutedeni är en trollsländeart. Microgomphus schoutedeni ingår i släktet Microgomphus och familjen flodtrollsländor. IUCN kategoriserar arten globalt som livskraftig.

## Underarter
Arten delas in i följande underarter:
- M. s. corbeti
- M. s. schoutedeni